# 陈廷枢 (顺治进士)
陈廷枢，浙江湖州府歸安縣（今浙江吴兴）人，清朝政治人物、進士出身。

## 生平
明崇禎十二年（1639年）己卯科浙江鄉試舉人，清順治六年（1649年），登進士。顺治七年（1650年），接替张毓秀任福建永安县知县。